# Eurylophella oviruptis
Eurylophella oviruptis is een haft uit de familie Ephemerellidae. De wetenschappelijke naam van de soort is voor het eerst geldig gepubliceerd in 2008 door Funk, Jackson & Sweeney.
De soort komt voor in het Nearctisch gebied.